# Alučel
Alučel (skraćeno od aluminij-čelik) ili alučel vodič je naziv za materijal od kojega se izrađuje jedna vrsta kombiniranih električnih vodiča za dalekovode. Jezgra takva vodiča usukana je od čeličnih žica koje preuzimaju mehanička naprezanja, a glavni je električni vodič vanjski plašt, koji se sastoji od aluminijskih žica.

## Dalekovod
Dalekovod je elektroenergetski nadzemni vod (slobodni vod, zračni vod) izmjenične ili istosmjerne struje visokog električnog napona koji služi za prijenos električne energije, bilo velikih snaga, bilo na velike udaljenosti, ili oboje. Električna energija prenosi se neizoliranim vodičima koji su, zbog opasnosti od visokog napona za okolinu, postavljaju visoko iznad zemlje. Kao materijali za vodiče najviše se upotrebljavaju aluminij ili aluminijeve slitine. Električni vodiči se izrađuju u obliku užeta sukanjem od pojedinih žica, a najčešća je izvedba kombinirano uže sukano od žica iz dvaju različitih materijala, od kojih jedan (aluminij) služi za vođenje struje, a drugi (čelik) preuzima mehanička naprezanja (takozvani alučel vodič). Za napone više od 300 kV sastavljaju se vodiči pojedinih faza od dva, tri ili više užeta na međusobnom razmaku od 30 do 60 centimetara (snopovi vodiča), kako bi se izbjeglo štetno tinjavo izbijanje (korona) na vodičima. Uporišta vodičima su dalekovodni stupovi predviđeni za nošenje i zatezanje, a izrađuju se najčešće kao rešetkaste konstrukcije od kutnoga profilnoga pocinčanog čelika. Između stupa i vodiča postavljaju se ovjesni električni izolatori sastavljeni od niza izolatorskih članaka od elektroporculana, kaljenog stakla ili sintetskih materijala mehanički pojačanih staklenim vlaknima.